# Artabasdos

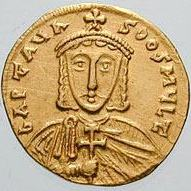
Artabasdos afgebeeld op een munt

Artabasdos (Grieks: Αρτάβασδος; ook Αρταύασδος, Artauasdos, Artavasdos; Armeens: Արտավազդ, Artavazd) (?-?) was van 741 of 742 tot 743 Byzantijns tegenkeizer.
De Armeniër Artabasdos, strategos van het thema Armeniakon, steunde Leo III bij diens usurpatie tegen Theodosios III. Als dank kreeg hij de hand van Leo's dochter Anna. Het huwelijk vond plaats enige tijd na Leo's troonsbestijging in 717. Artabasdos kreeg bovendien de hoge eretitel kourapalates en werd later door zijn schoonvader benoemd tot bevelhebber (komes) van Opsikion, het grootste en belangrijkste Byzantijnse thema.
Steunend op iconofiele krachten kwam hij in 741 in opstand tegen zijn zwager, de iconoclastische Constantijn V Kopronymos, zoon en opvolger van Leo III. Hij versloeg Constantijn terwijl die op een veldtocht tegen de Arabieren door Opsikion trok en liet zich tot keizer uitroepen. Als zodanig werd hij door paus Zacharias erkend. Hierna trad hij in contact met Constantijns regent in Constantinopel, Theophanes Monoutes, en vond bij hem en meerdere andere hoge ambtenaren in de hoofdstad steun. Hij trok daarop met zijn leger Constantinopel binnen en werd gekroond door patriarch Anastasius. Zijn oudste zoon Nikephoros werd medekeizer, zijn tweede zoon Niketas opperbevelhebber en mogelijk eveneens medekeizer. Constantijn V was ondertussen naar Amorium gevlucht.
Artabasdos vond met name steun in de themata Armeniakon, Opsikion en Thracië. Constantijn daarentegen had de steun van de themata Anatolikon en Thrakesikon. Het feit dat Artabasdos' iconofiele beleid ook in Armeniakon en Opsikion weinig steun vond en Constantijns strategische talent maakten al snel een einde aan zijn heerschappij. Kort nadat Artabsdos in mei 743 met zijn troepen Armeniakon was binnengetrokken bracht Constantijn hem bij Sardes een gevoelige nederlaag toe. In november heroverde de laatstgenoemde Constantinopel.
Artabasdos en zijn twee zoons werden na een openbare vernedering in het Hippodroom blind gemaakt en hun trawanten geëxecuteerd, blind gemaakt of verminkt. De patriarch Anastasius werd op een ezel door het Hippodroom geleid, maar mocht zijn ambt behouden. De tegenkeizer werd vervolgens verbannen naar het klooster Chora. Zijn sterfjaar is, evenals zijn geboortejaar, onbekend.